# 马拉内罗
44°32′N 10°52′E / 44.533°N 10.867°E
马拉内洛是一个在意大利北部艾米利亚-罗马涅大区摩德纳省的一个美丽小镇，距摩德纳18千米。它是世界驰名汽车企业法拉利公司和一级方程式赛车法拉利車隊总部的所在地。

## 歷史
早在銅器時代馬拉內羅已有人聚居，但直至近代，馬拉內羅仍只是一個小鎮。在1861年意大利統一時，全鎮僅有二千多人。1940年代法拉利把總部和工廠設於此鎮，馬拉內羅始告廣為人知。1990年2月，在马拉内洛正式创建了法拉利陈列博物馆，目前已经成为世界上最重要的汽车陈列博物馆，记录了法拉利从1947年至今的70年历史，以及红色赛车的创始人恩佐·法拉利（Enzo Ferrari）的传奇一生。

## 地理
屬平原地區，海拔最高为137米。亚平宁山岭途径此地，四季常青，气候宜人。

## 经济
马拉内洛是一个富裕的工业制造及旅游美食文化中心，其中以法拉利的制造最为知名。

## 圖片

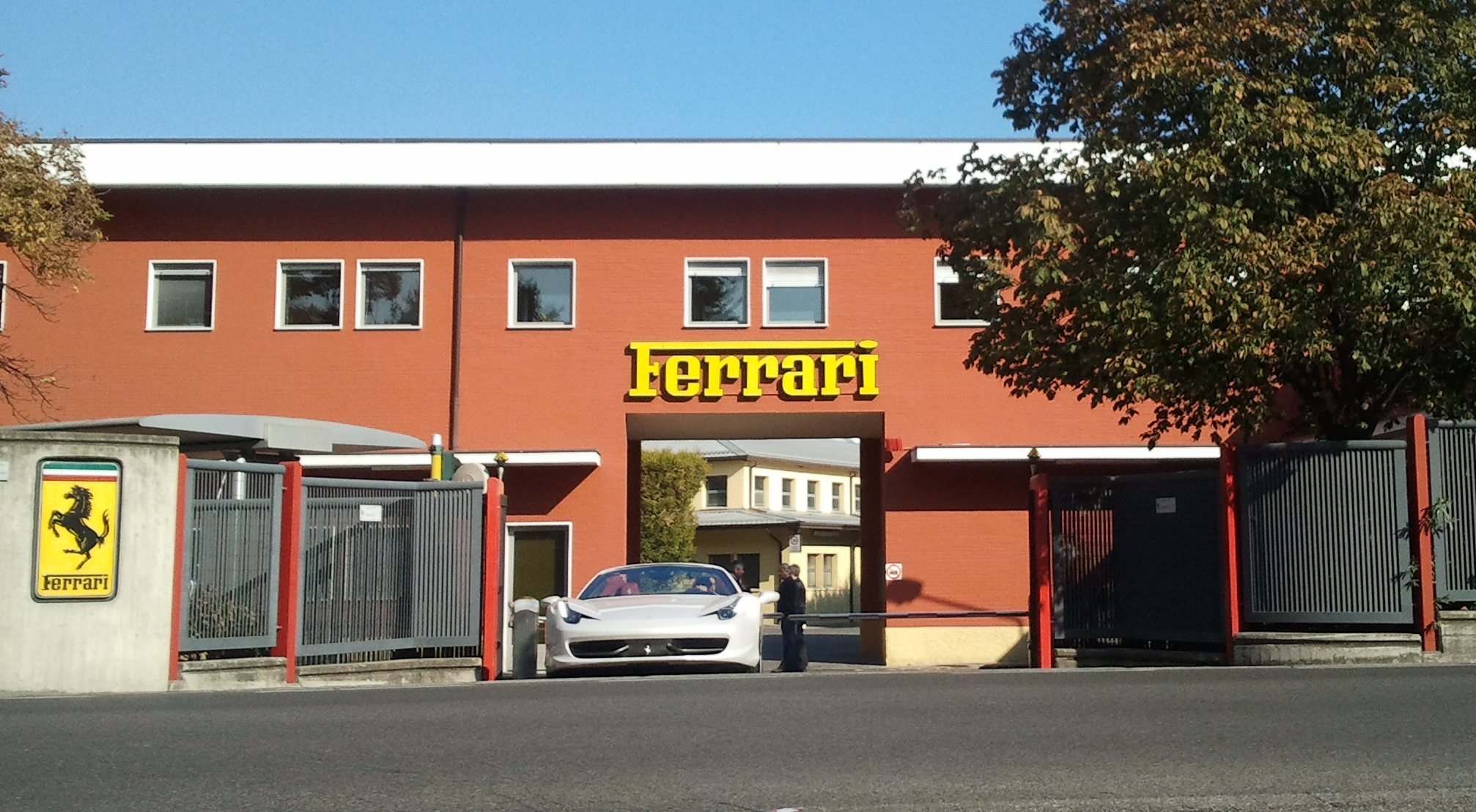
法拉利總部門口
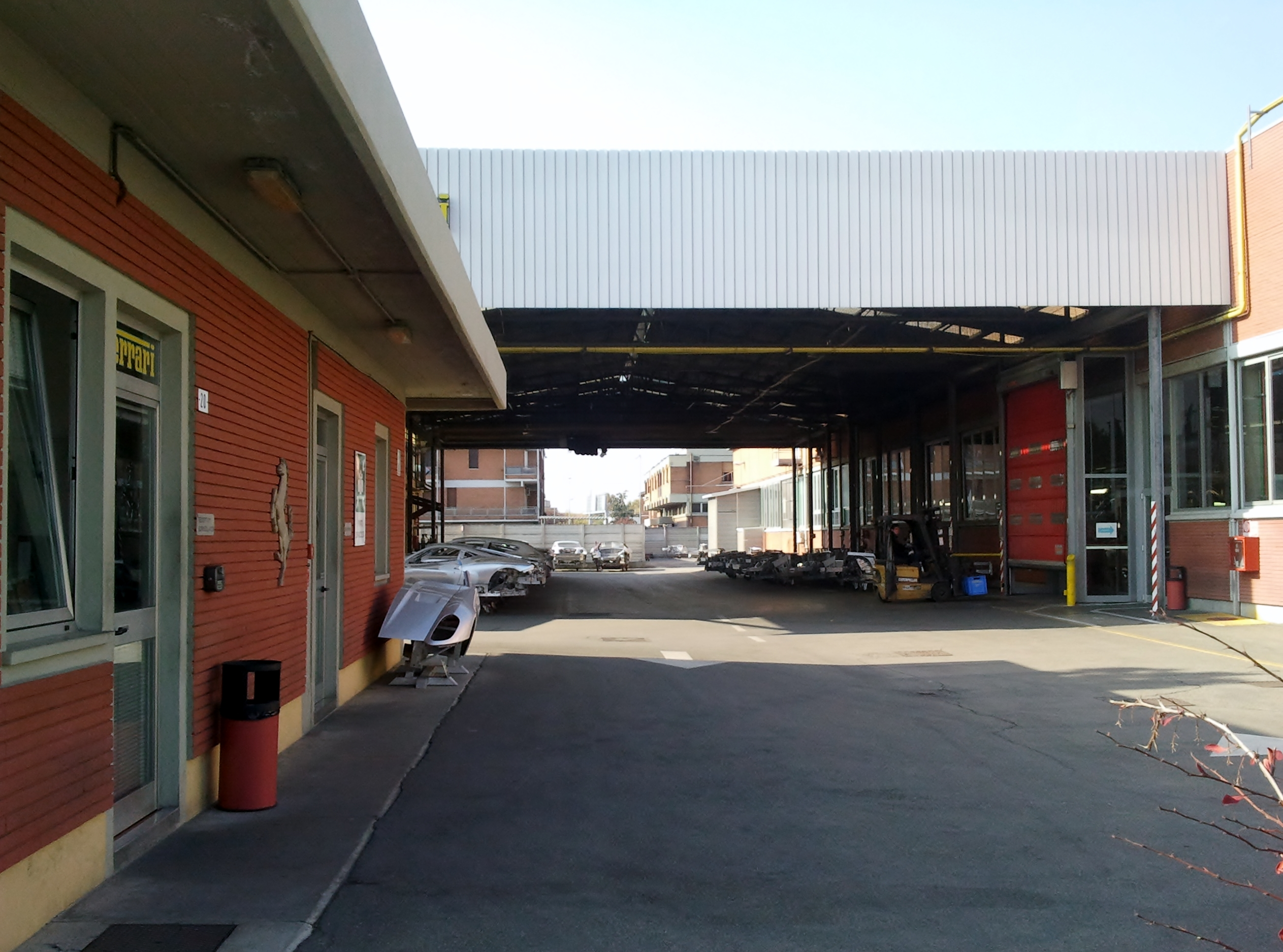
法拉利廠景
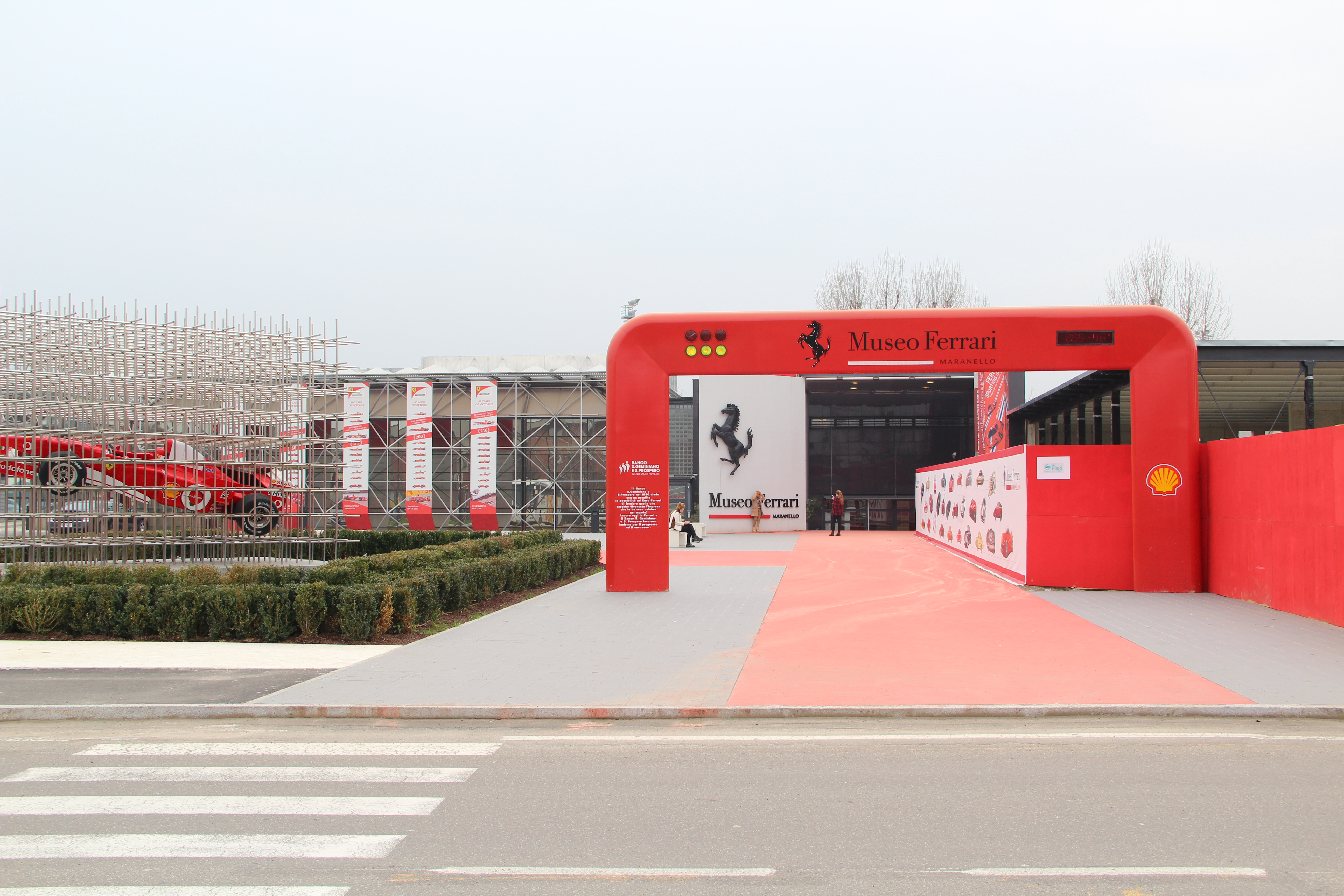
法拉利博物館
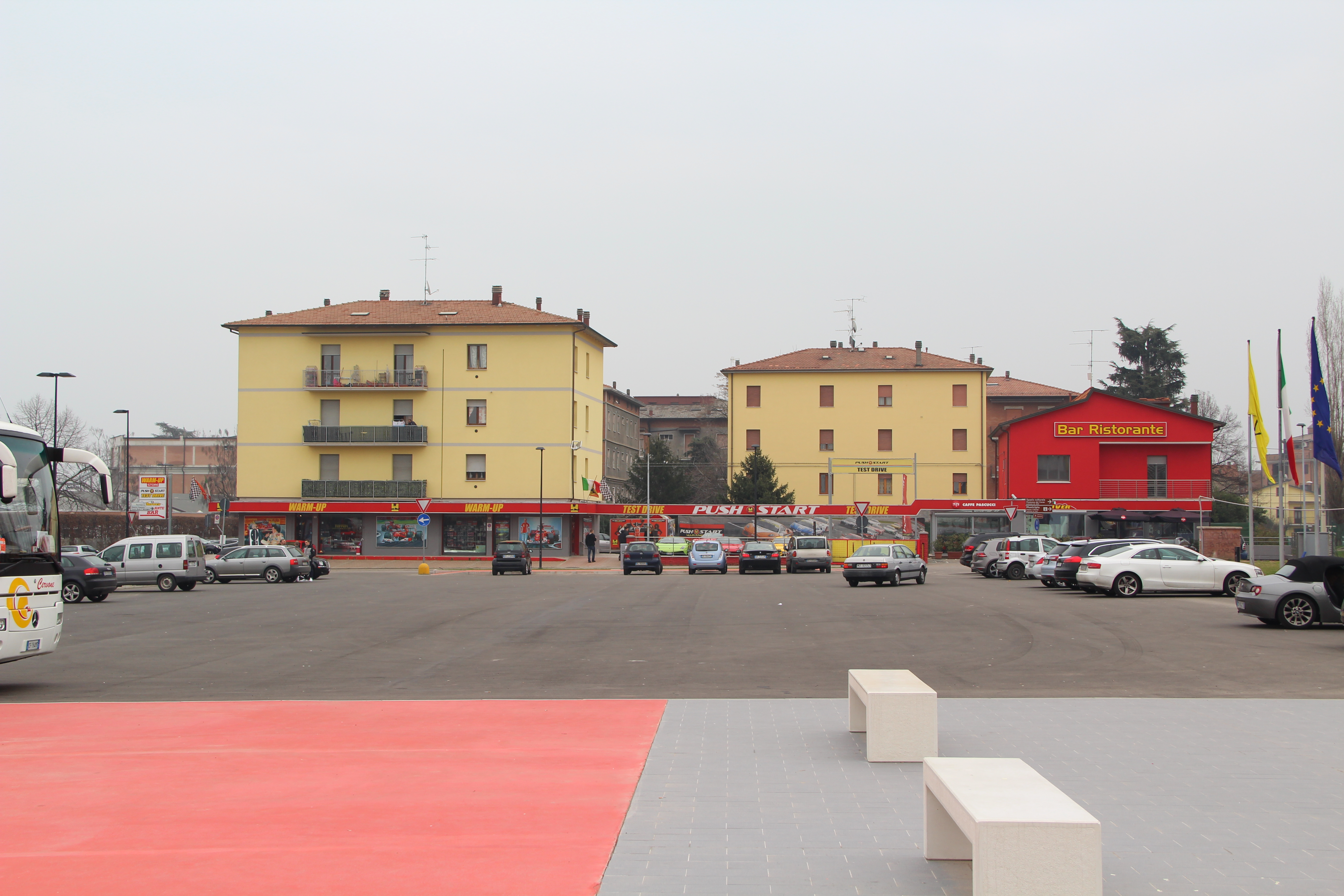
從博物館看鎮景
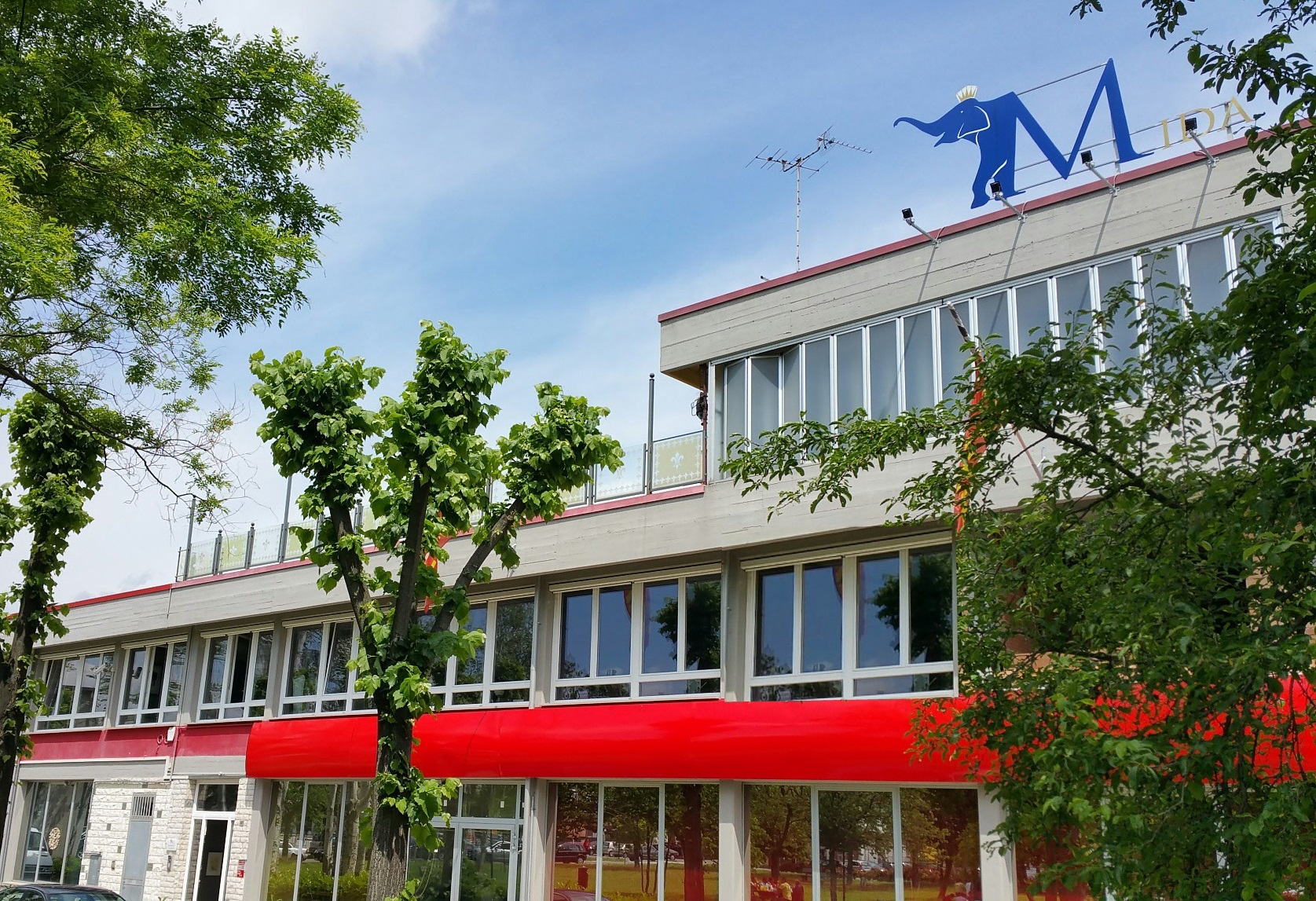
位于马拉内洛法拉利博物馆对面的曼琪尼-觅达家具公司外貌
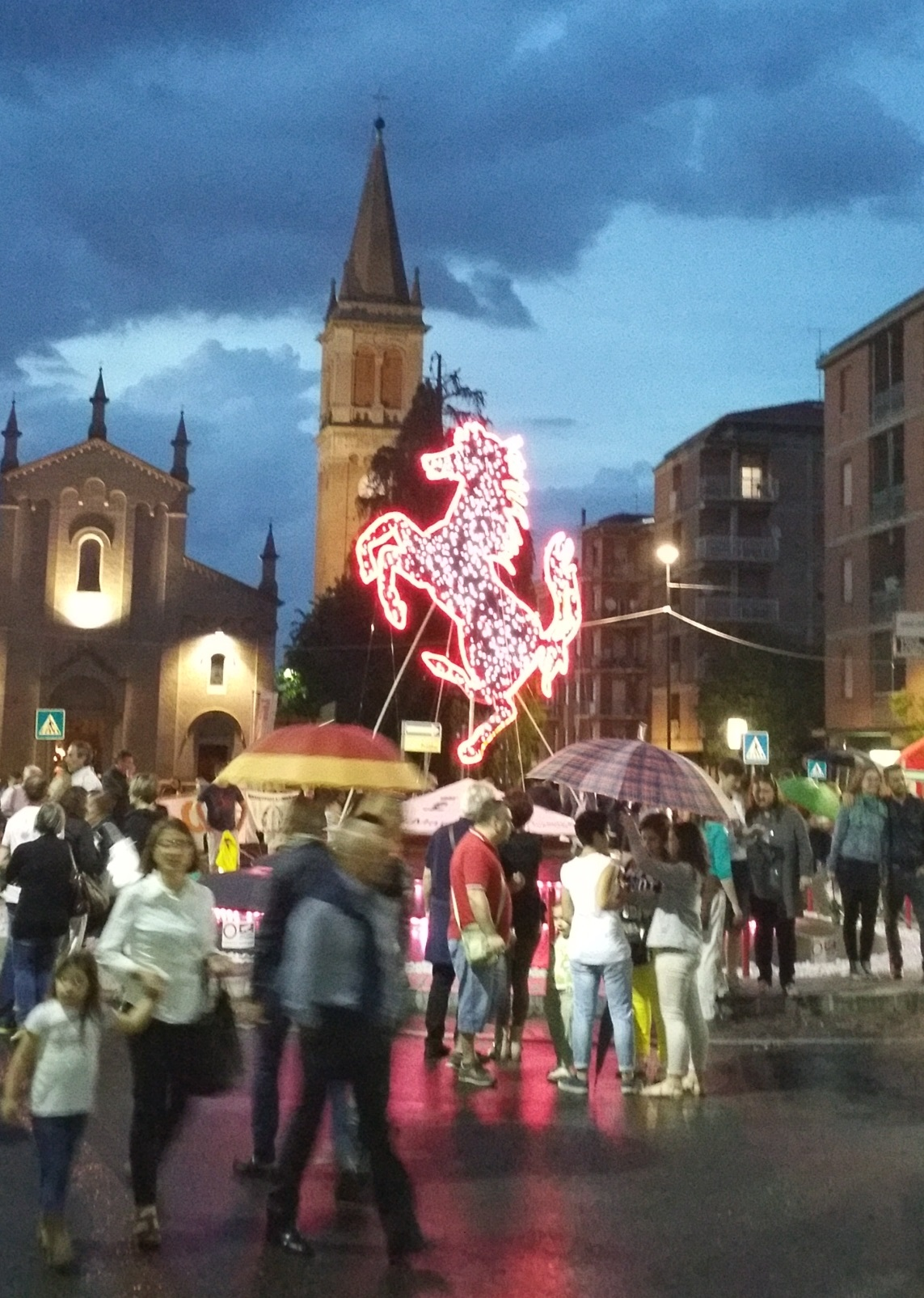
马拉内洛的红色之夜